# FC Jeunesse Canach
Der FC Jeunesse Canach ist ein Fußballverein in der luxemburgischen Ortschaft Canach.  

## Geschichte
Der Verein wurde 1930 unter dem Namen FC Fortuna Canach gegründet. Mit Beginn des Zweiten Weltkriegs löste er sich auf. Nach Kriegsende wurde er 1946 wiedergegründet, jedoch schon sieben Jahre später erneut aufgelöst. 1957 folgte die Neugründung unter dem heutigen Namen. Der Verein pendelte jahrelang zwischen der ersten und zweiten Division mit vier Aufstiegen in die 1. Division und einigen Abstiegen in die 3. Division, ehe in der Saison 2004/05 zum ersten Mal in der Vereinsgeschichte der Aufstieg in die Ehrenpromotion gelang. Nach vier Spielzeiten gelang überraschend der Aufstieg in die Nationaldivision; er wurde am 16. Mai 2010 mit einem Sieg gegen Wiltz perfekt gemacht. Nach einem Jahr in der Nationaldivision in der Saison 2010/11 stieg man mit einem 14. und somit letzten Platz wieder in die Ehrenpromotion ab. In der folgenden Saison gelang der sofortige Wiederaufstieg. 2015 folgte der erneute Abstieg in die Ehrenpromotion. In der Coupe de Luxembourg erreichte der Verein 2014/15 erstmals das Halbfinale, wo man dem späteren Sieger FC Differdingen 03 mit 2:3 unterlag. Zuvor waren die Viertelfinalteilnahmen 2010 und 2011 der größte Erfolg im Pokal.

## 1. Mannschaft
FC Jeunesse Canach stellte einen Negativrekord auf, als man in der Saison 2010/11 die ersten elf Spiele verlor. Die Negativserie wurde mit einem 2:1 gegen Fola Esch gestoppt. Das Stade Rue de Lenningen besitzt Flutlicht und Tribüne. Patrick Maurer trat nach 18 Jahren als Trainer im Verein in der Winterpause 2015/16 zurück. Sein Nachfolger wurde Oseias Ferreira. Im Oktober 2016 wurde Ferreira entlassen und Maurer kehrte wieder als Trainer zurück. Am 9. November 2021 wurde die Verpflichtung von Jamath Shoffner als neuen Trainer bekanntgegeben.

## Jugendarbeit
Die Canacher Jugend konnte noch keine großen Erfolge feiern. Da der Verein in einem Dorf liegt, ist es schwierig, ausreichend junge Spieler zu finden. Deshalb arbeitet der Verein in den Altersklassen Scolaires und Cadets mit Syra Mendorf und Koeppchen Wormeldingen zusammen. Jährlich findet in Canach ein Fussballcamp statt, an dem bis zu 80 Kinder teilnehmen.

## 2. Mannschaft
Die 2. Mannschaft ist seit drei Jahren erstklassig. Sie gewann zweimal hintereinander den Pokal und hätte fast das Triple geschafft.

## Frauenmannschaft
Die Frauenmannschaft entstand in der Saison 2006/07 und konnte schnell Erfolge feiern. Sie stiegen bis in die 1. Liga auf. Großen Anteil am Aufstieg hatte die 16-jährige Sophie Maurer mit 84 Toren. In der Saison 2010/11 stieg die Frauenmannschaft wieder ab. Inzwischen ist Sophie Maurer mit nur 17 Jahren Nationalspielerin. Seit der Saison 2011/12 spielt die Frauenmannschaft in einer Spielvereinigung mit Bous und gewann prompt den ersten nationalen Titel (Futsal-Hallenmeisterinnen 2012).
2014 schaffte die Entente Canach/Remich/Bous den Wiederaufstieg in die 1. Liga und gewann als Zweitligist den luxemburgischen Fußballpokal durch einen 4:0-Sieg gegen den Landesmeister SC Ell.